# Mandrillus leucophaeus poensis
El Drill de Bioko (Mandrillus leucophaeus poensis) es una subespecie del Drill, un mono del Viejo Mundo. Es endémico de Isla Bioko, Guinea Ecuatorial. located off the west coast of Africa. el drill de bioko es una de las especies de monos más grandes y se considera en peligro de extinción.